# Meioneta pseudosaxatilis
Meioneta pseudosaxatilis là một loài nhện trong họ Linyphiidae.
Loài này thuộc chi Meioneta. Meioneta pseudosaxatilis được Andrei V. Tanasevitch miêu tả năm 1984.